# Валентний кут

Валентний кут молекули води

Вале́нтний кут — кут, утворений двома напрямками хімічних зв'язків, що виходять з одного атома. Знання величини валентного кута необхідне для визначення геометрії молекул. Для простих молекул валентні кути можна розрахувати методами квантової хімії. Експериментально їх визначають зі значень моментів інерції молекул, отриманих шляхом аналізу їхніх обертальних спектрів.
Валентний кут складних молекул визначають методами дифракційного структурного аналізу.
Ковалентні хімічні зв'язки в молекулі розташовані під певними кутами, які залежать від стану гібридизації атомних орбіталей. Так, для молекул насичених органічних сполук характерно тетраедричне (чотиригранне) розташування зв'язків, що утворюються атомом вуглецю; для молекул з подвійним зв'язком (С=С) — пласке розташування атомів
вуглецю; для молекул сполук з потрійним зв'язком — лінійне розташування зв'язків.
Таким чином, багатоатомна молекула має певну конфігурацію у просторі, тобто певну геометрію розташування зв'язків, яка не може бути суттєво змінена без їх розриву. Але молекули, які містять одиничні зв'язки або сигма-зв'язки, можуть існувати в різних конформаціях, що виникають при поворотах атомних груп навколо цих зв'язків. Важливі особливості макромолекул синтетичних і біологічних полімерів визначаються саме їхніми конформаційними властивостями.
Молекули певної будови можуть існувати в двох конфігураціях, які являють собою дзеркальні відображення одна одної (дзеркальні антиподи, або стереоізомери. Такі молекули називають хіральними. Переважна більшість найважливіших біологічних функціональних речовин є хіральними та зустрічаються в живій природі в формі одного певного стереоізомера.